# المساوية
قرية المساوية هي إحدى القرى التابعة لمركز إسنا في محافظة الأقصر في جمهورية مصر العربية. حسب إحصاءات سنة 2006، بلغ إجمالي السكان في المساوية 6551 نسمة، منهم 3381 رجل و3170 امرأة.